# Tard környéki erdőssztyepp
Tard környéki erdőssztyepp este o arie protejată (arie specială de conservare — SAC, sit de importanță comunitară — SCI) din Ungaria întinsă pe o suprafață de 461,84 ha, integral pe uscat.

## Localizare
Centrul sitului Tard környéki erdőssztyepp este situat la coordonatele 47°54′30″N 20°35′23″E / 47.908333°N 20.589722°E.

## Înființare
Situl Tard környéki erdőssztyepp a fost declarat sit de importanță comunitară în mai 2004 pentru a proteja 3 specii de plante și 15 specii de animale. Situl a fost protejat și ca arie specială de conservare în februarie 2010.

## Biodiversitate
Situată în ecoregiunea panonică, aria protejată conține 9 habitate naturale: Pajiști uscate seminaturale și facies de acoperire cu tufișuri pe substraturi calcaroase (Festuco-Brometalia) (* situri importante pentru orhidee), Păduri aluvionare cu Alnus glutinosa și Fraxinus excelsior (Alno-Padion, Alnion incanae, Salicion albae), Păduri panonice-balcanice de stejar turcesc - stejar sesil, Fânețe de joasă altitudine (Alopecurus pratensis, Sanguisorba officinalis), Păduri stepice euro-siberiene cu Quercus spp., Tufărișuri subcontinentale peripanonice, Pajiști stepice subpanonice, Păduri panonice cu Quercus pubescens, Pajiști stepice panonice pe loess.
La baza desemnării sitului se află mai multe specii protejate:
- plante (3): Echium russicum, sisinei (Pulsatilla grandis), Thlaspi jankae
- amfibieni (1): buhai de baltă cu burta roșie (Bombina bombina)
- mamifere (5): liliac cârn (Barbastella barbastellus), liliac cărămiziu (Myotis emarginatus), liliac comun (Myotis myotis), liliacul mic cu potcoavă (Rhinolophus hipposideros), popândău (Spermophilus citellus)
- nevertebrate (9): Catopta thrips, Coenagrion ornatum, orthosia schmidtii (Dioszeghyana schmidtii), fluturele de noapte (Eriogaster catax), Euplagia quadripunctaria, Hypodryas maturna, Isophya costata, rădașcă (Lucanus cervus), fluturele purpuriu (Lycaena dispar)

Pe lângă speciile protejate, pe teritoriul sitului au mai fost identificate 9 specii de plante, 7 specii de păsări, 2 specii de amfibieni, 5 specii de mamifere, 5 specii de nevertebrate, 2 specii de reptile.